# Gertrude Bustill Mossell
Gertrude Emily Hicks Bustill Mossell, née le 3 juillet 1855 à Philadelphie, en Pennsylvanie, et morte le 21 janvier 1948 dans la même ville, est une journaliste, auteure, enseignante et militante afro-américaine. Connue également sous le nom de plume « Mrs N.F. Mossel ». Elle fut directrice de publication du New York Age de 1885 à 1889 et de l'Indianapolis World de 1891 à 1892. Engagée dans le développement de la presse afro-américaine, elle a œuvré pour que davantage de femmes se lancent dans le journalisme.

## Biographie

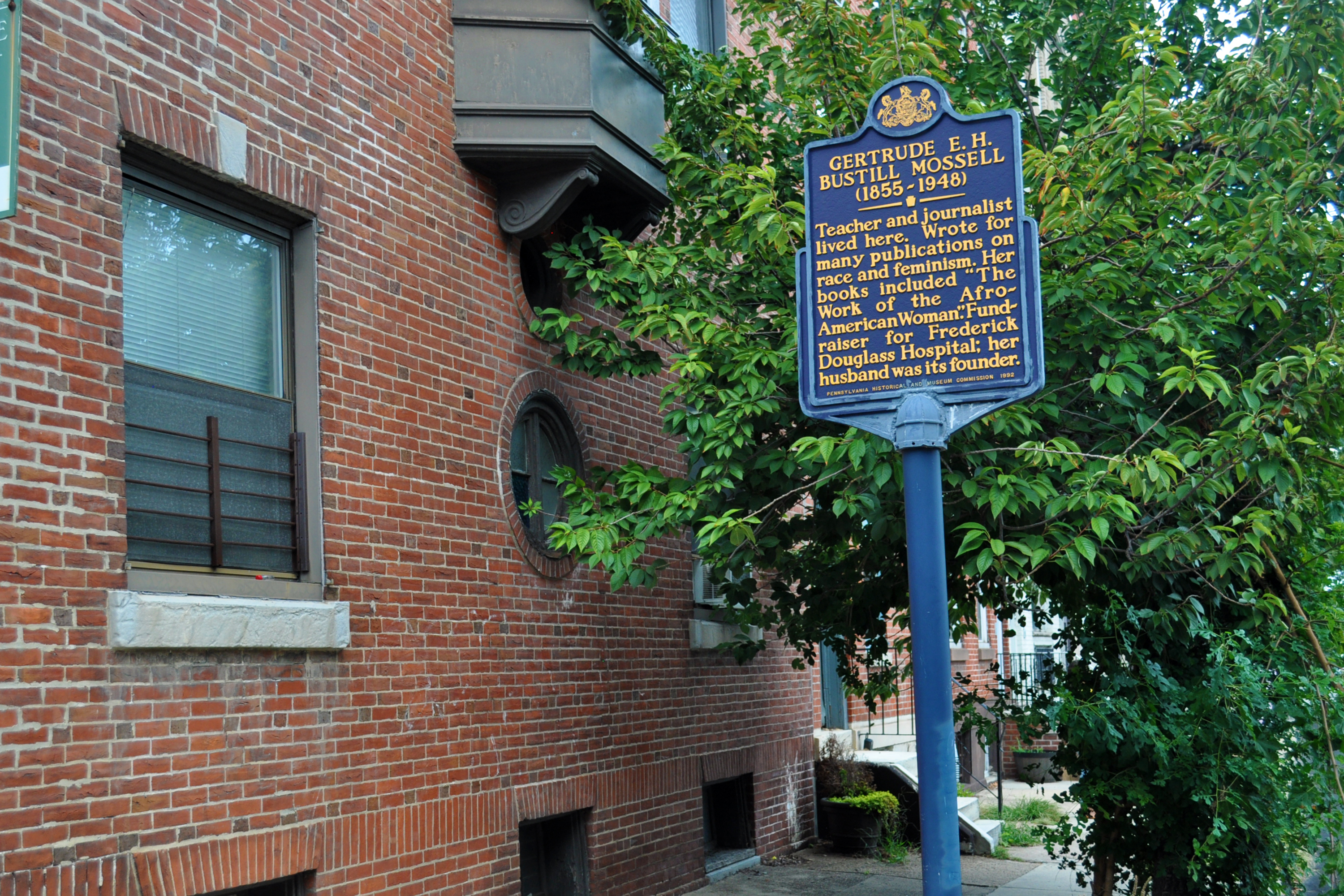
Gertrude EH Bustill Mossell, marqueur historique au 1423 Lombard St. Philadelphie PA.

### Jeunesse et formation
Gertrude Bustill naît le 3 juillet 1855, est cadette des deux filles d'Emily Robinson et de Charles Hicks Bustill (en), un plâtrier, ses deux parents sont des quakers avant de joindre le Presbytérianisme, tous deux membres de la famille Bustill (en). Son arrière-grand-père Cyrus Bustill (en) a servi dans les troupes de George Washington comme boulanger pendant la Révolution américaine et, après la guerre, a tenu une boulangerie prospère à Philadelphie et cofondé la première société noire d'entraide en Amérique, la Free African Society. Parmi les membres notables de la famille Bustill figurent la grand-tante de Gertrude, l'abolitionniste et enseignante Grace Busstill Douglass (en) et sa fille, la militante et artiste Sarah Mapps Douglas,,.
Le père de Gertrude Bustill encourage son éducation dès son plus jeune âge. Elle va à l'école publique de Philadelphie, l'Institute for Coloured Youth (en) et à la Robert Vaux Grammar School. Après son diplôme, on lui demande de prononcer un discours de remise des diplômes. Le discours, intitulé Moral Courage, attire l'attention de l'évêque Benjamin Tucker Tanner (en) de l'Église épiscopale méthodiste africaine, il soumet son discours au journal The Christian Recorder (en) qui le publie le 6 juillet 1872, dans les années suivantes The Christian Recorder publiera plusieurs poèmes poésie et courts essais de Gertrude Bustill.
Probablement en 1880, elle épouse le médecin Nathan Francis Mossell (en). Ils ont quatre enfants dont deux meurent dans leur petite enfance, survivent deux filles Florence Alma et Mary Campbell dite « Mazie ».

### Carrière
Gertrude Bustill Mossell enseigne plusieurs années à Philadelphie et à Camden dans le New Jersey. Elle est à la fois journaliste, écrivaine et rédactrice pour plusieurs journaux et magazines, dont l’A.M.E. Church Review (en), le Philadelphia Times (en), le Philadelphia Echo, l’Independent, Woman's Era et The Coloured American Magazine (en), le bimensuel New York Age, fondé par Timothy Thomas Fortune, de 1885 à 1889 et devient la rédactrice en chef du département féminin de l’Indianapolis World (en) et du Philadelphia Echo, de 1891 à 1892. Elle signe plusieurs de ses articles sous le nom de plume  « Mrs N.F. Mossel » .
Bien qu'elle ait écrit pour des publications destinées aussi bien aux Noirs qu'aux Blancs tout au long de sa carrière, les articles de Gertrude Bustill Mossell traitent souvent de questions relatives aux femmes noires. Sa chronique diffusée à l'échelle nationale, Our Woman's Department, offre des conseils pratiques sur les responsabilités domestiques et promeut les vertus de frugalité et de pragmatisme.
Gertrude Bustill  Mossell plaide en faveur de l'égalité raciale, en particulier dans le domaine de l'emploi. À plusieurs reprises, elle exhorte les femmes noires à se lancer dans le journalisme. Militante pour le droit de vote des femmes, elle dénonce le mythe selon lequel les femmes qui se battent pour le droit de vote devraient rester célibataires : « Donnez aux femmes plus de pouvoir dans les fonctions gouvernementales si l'on veut la paix et la prospérité ».
En 1894, Gertrude Bustill  Mossell publie The Work of the Afro-American Woman, un recueil de huit essais et dix-sept poèmes sur les réalisations de femmes noires dans divers domaines,.
En 1902, Gertrude Bustill  Mossell écrit un livre pour enfants pour l'école du dimanche intitulé Little Dansie's One Day at Sabbath School,.
Gertrude Bustill  Mossell dirige la campagne de collecte de fonds pour l'hôpital et l'école de formation, la Frederick Douglass Memorial Hospital and Training School (en)  qui ouvre ses portes en 1895. Elle collecte 30 000 $ et devient présidente de son service social. Par ailleurs, elle contribue à l'organisation de la branche de Philadelphie du National Afro-American Council.

### Vie privée
Elle meurt le 21 janvier 1948, à l'âge de 92 ans, à Philadelphie, en Pennsylvanie.

## Œuvres
Ses œuvres sont publiés sous son pseudonyme de « Mrs N.F. Mossel ».
- The Work of the Afro-American Woman, Philadelphie, Pennsylvanie, Geo. S. Ferguson Company (réimpr. 1908, 1971, 1988, 2015, 2018) (1re éd. 1894), 230 p. (ISBN 9780195063264, OCLC 1038162222, lire en ligne),
- Little Dansie's one day at Sabbath school, Philadelphie, Pennsylvanie, The Penn Printing and Publishing Co, 1902, 9 p. (OCLC 708001, lire en ligne)